# Étienne Patte
Étienne Amédée Sylvain Patte est un géologue, paléontologue, préhistorien et anthropologue français né le 31 août 1891 à Pontoise et mort le 29 août 1987 à Poitiers.

## Biographie
Étienne Patte est le fils de Henri Marie Sylvain Patte, notaire à Pontoise, et de son épouse née Jeanne Kiaes. Il descendait du doyen Claude-Étienne Delvincourt et il était proche parent de Clément Georges Lemoine de l'Académie des sciences, et du général Paul-Frédéric Rollet. Le doyen Étienne Patte était cousin du professeur Paul Lemoine, lui aussi géologue. Il est le père de Geneviève Patte.
Étienne Patte est entré à Polytechnique en 1912. Mobilisé en 1914 dans les armées Sarrail et Franchet d'Espèrey, il passe la Première Guerre mondiale dans les Balkans, où il peut faire aussi des recherches. Il est diplômé de Polytechnique en 1919 puis docteur ès sciences, professeur et doyen de la Faculté des sciences de Poitiers.
Il a fait des recherches dans de nombreux endroits, notamment en Serbie, en Macédoine, en Roumanie, en Indochine, dans le Poitou et dans l'Oise.
De 1921 à 1927, il travaille pour le service géologique de l’est du Tonkin ; il accomplit une œuvre de pionnier en ce domaine, ce qui lui fournit le matériau de sa thèse de doctorat (Faculté des sciences de Paris, 1927).
Dans son livre Les Néanderthaliens - Anatomie, physiologie, comparaisons, il est le premier à réhabiliter l'Homme de Néandertal. Grâce aux observations et aux comparaisons avec l'homme moderne (par exemple les angles des os), les recherches exposées dans son livre semblent montrer qu'il est un rameau de l'espèce Homo sapiens et que les différences ne dépassent pas celles qu'on trouve dans la diversité actuelle des Homo sapiens.

## Publications
- Les Néanderthaliens - Anatomie, physiologie, comparaisons, Paris, Masson, 1955.
- Le Polissoir d'Ormoy-Villers, 1910.
- Études géologiques dans l'Est du Tonkin, 1927.
- Souvenirs de voyage en Roumanie - Notes de Préhistoire, Le Mans, 1934.
- Glanes préhistoriques dans les Balkans, Le Mans, 1935.
- Sur les éléphants fossiles de Roumanie, Bucarest, 1936.
- Les Hommes préhistoriques et la religion, Paris, Picard et Cie, 1960.